# Charles Howard Foulkes
Ne doit pas être confondu avec Charles Foulkes (militaire canadien).
Pour les articles homonymes, voir Foulkes.
Le major-général Charles Foulkes Howard (1er février 1875 - 6 mai 1969) était un officier des Royal Engineers de l'armée de terre britannique et aussi un joueur international britannique de hockey sur gazon qui a participé aux Jeux olympiques d'été de 1908 et a été médaillé de bronze par équipe. Il a servi pendant la Première Guerre mondiale et, après la première utilisation de gaz de combat par les Allemands, le 22 avril 1915 à Ypres, est devenu conseiller en chef de la Grande-Bretagne sur la guerre des gaz. Il a également conseillé sur l'utilisation du gaz pour réprimer les soulèvements en Afghanistan (1919) et au Waziristan (1920), mais les gaz n'ont jamais été déployés dans ces conflits.

## Biographie
Foukles est né en Inde britannique en 1875.
Il entre dans l'armée de terre britannique en 1894 en tant que sous-lieutenant (Second lieutenant) dans les Royal Engineers.
- Sierra Leone, Afrique de l'Ouest, 1897-1899
- Guerre des Boers, 1899-1900

Entre 1902 et 1904, il a été commandant adjoint de la Commission anglo-française des frontières dans le protectorat du Nord Nigeria. Durant cette période, il a participé à l'expédition de Kano-Sokoto qui a amené les émirs sous contrôle britannique.
- Il est nommé capitaine et épouse Dorothea Oakey en 1904.

De retour dans les îles britanniques, il prend le commandement de l'Ordnance Survey of Scotland de 1904 à 1909.
- Commandant de la 31 (Fortress) Company, à Ceylan, de 1909 à 1912
- Commandant de la Compagnie «L», du dépôt des Royal Engineers, à Chatham, en 1913

### Première guerre mondiale
Foulkes est nommé major en 1914 et a passé la guerre sur le front occidental. Lors de la première bataille d'Ypres en 1914, il était commandant du (Field) Company RE. Nommé «conseiller aux gaz» en 1915.
- Commandant de la Special Brigade, et le directeur des services de gaz, en 1917
- Président du Comité à la guerre chimique, en 1918
- Province de la frontière du Nord-Ouest, en Inde, de 1919 à 1920
  - Guerre en Afghanistan, en 1919
  - Waziristan, de 1919 à 1920
- Nommé lieutenant-colonel, commandant des Royal Engineers à Fermoy, en Irlande; et directeur de la propagande irlandaise, en 1921
- Commandant des Royal Engineers en Northumbrie, en 1922
- Nommé colonel et le chef adjoint du Commandement Sud, en 1924
- Ingénieur en chef du Commandement Aldershot, de 1926 à 1930
- En 1928, il est aide de camp du roi George V.

- Nommé général de division en 1930
- Retraité en 1930
- Publication de Gas! The Story of the Special Brigade (Gaz! L'histoire de la Brigade spéciale), en 1934
- Colonel commandant des Royal Engineers, de 1937 à 1945
- Publication de Commonsense and ARP, a practical guide for householders and business managers (bon sens et ARP, un guide pratique pour les ménages et les gestionnaires d'entreprise), en 1939
- Reçoit la médaille d'or de l'Institution des Royal Engineers en 1964
- Décède dans le Hampshire en 1969

## Publications
- Charles Howard Foulkes, "Gas!" The Story of the Special Brigade, Published by Naval & Military Press, 2001 (1re éd. First published Blackwood & Sons, 1934) (ISBN 1-84342-088-0)
- Foulkes, C.H., Commonsense and ARP, a practical guide for householders and business managers (C Arthur Pearson, London, 1939)